# Johnston (tipografia)
Johnston (ou Johnston Sans) é um sans-serif desenhado e nomeado por Edward Johnston.